# Veliki Bročanac
Veliki Bročanac je naselje u općini Klis u Splitsko-dalmatinskoj županiji.

## Klima
Klima je mediteranska, najviše temperature su u mjesecu srpnju koje dostižu do 40 stupnjeva, najhladniji je mjesec siječanj, a najniže temperature u njemu su oko –10.

## Geografija
Veliki Bročanac je smješten sjeveroistočno od planine Kozjak.

## Stanovništvo
| broj stanovnika | 374   | 471   | 414   | 447   | 487   | 558   | 558   | 653   | 391   | 426   | 346   | 283   | 241   | 187   | 169   | 159   | 184   |
|                 | 1857. | 1869. | 1880. | 1890. | 1900. | 1910. | 1921. | 1931. | 1948. | 1953. | 1961. | 1971. | 1981. | 1991. | 2001. | 2011. | 2021. |

## Poznate osobe
- Ivica Kalinić, nogometni trener
- Nikola Kalinić, nogometaš

## Znanost i kultura
Zahvaljujući malom svjetlosnom onečišćenju i geografskom položaju u Velikom Bročancu djeluje Astronomski Centar Salona kroz razne znanstvene projekte iz područja astronomije. Najvažniji projekt koji se trenutačno provodi je umrežavanje Velikog Bročanca u Hrvatsku Meteorsku Mrežu kroz nekoliko specijalnih kamera za detekciju meteora priključenih na meteorsku stanicu.

### Zvjezdarnica
Veliki Bročanac ima perspektivu da se razvije kao naselje znanstvenog karaktera u kojem će se okupljati prvenstveno mladi ljudi te razvijati u prirodnom okruženju svoje talente. Jedan od većih projekata pod okriljem Astronomskog Centra Salona je izgradnja zvjezdarnice koja će okupljati osnovnoškolce, srednjoškolce i studente na zajedničko istraživanje svemira.

## Vanjske poveznice
- Astronomski Centar Salona  Arhivirana inačica izvorne stranice od 24. studenoga 2020. (Wayback Machine)

|  | Portal Hrvatske – Pristup člancima s tematikom o Hrvatskoj. |